# ケンブリッジ参照配列

改訂ケンブリッジ参照配列(rCRS)に基づくヒトミトコンドリアゲノムの遺伝子地図

ケンブリッジ参照配列(ケンブリッジさんしょうはいれつ、英: Cambridge Reference Sequence; CRS)は、1981年に報告されたヒトミトコンドリアDNAの塩基配列である。あるヨーロッパ人女性に由来する16,569塩基対の配列で、ハプログループH2a2a1に属している。通常は1999年に改訂された改訂ケンブリッジ参照配列(英: revised Cambridge Reference Sequence; rCRS)が用いられている。

## CRSとrCRS
ケンブリッジ参照配列(CRS)は、フレデリック・サンガー率いるケンブリッジ大学の研究グループが、あるヨーロッパ人女性のミトコンドリアDNAの配列を決定し、1981年に37遺伝子を含む16,569塩基対を報告したものである。ただし、後に配列決定を繰り返した際に、いくつか目立った不一致が見出されている。元々報告された配列には11ヶ所の誤りがあり、特に3107番目の塩基は余計であった。こうした誤りはウシやHeLa細胞のミトコンドリアDNAの混入に由来するものである。
1999年にこうした誤りを修正した配列が報告され、GenBankにNC_012920として登録されている。これは改訂ケンブリッジ参照配列(rCRS)と呼ばれている。ミトコンドリアDNAの総延長は元のCRSより1塩基短くなったわけだが、それによって塩基位置を示す番号が変わると混乱が生じるため、データ上は3107番目の塩基はNであるとして以降の塩基番号が変わらないよう工夫されている。IUPAC表記ではNはいずれかの核酸塩基が存在することを意味するが、rCRSに関してはこの塩基は実際には存在しない。

## 同様の参照配列
ケンブリッジ参照配列の代わりに、ヨルバ人由来のミトコンドリアDNAを参照配列として利用することがある。この配列は全長16,571塩基対であり、CRSとは塩基番号が異なる。これ以外にも、ウガンダ人、スウェーデン人、日本人に由来する参照配列を利用する場合もある。

### RSRS
各個人のミトコンドリアDNA配列を表現する場合には、配列をrCRSとの違いの形で報告することが頻繁に行われている。しかしrCRSは単なる参照に過ぎず、ヒトの共通祖先のミトコンドリアDNAとは無関係である。rCRSと検体との間の配列の差は、祖先からrCRSまでの系譜で起きた変化かもしれないし、祖先から検体までの系譜で起きた変化かもしれない。
こうした観点から、仮想的な全人類の母系共通祖先であるミトコンドリア・イブのミトコンドリアDNA配列を参照配列として使用するべきだとする提案が2012年になされた。これはReconstructed Sapiens Reference Sequence (RSRS; 再構サピエンス参照配列)と呼ばれており、ミトコンドリア・イブのミトコンドリアDNA配列を、CRSと塩基番号が変わらないように再構成したものである。RSRSはハプログループ間の変化を記述するのにより便利であるが、しかし参照配列が増えることで混乱が増すとして利用に反対する意見もある。